# Stern's
Stern's (originariamente Stern Brothers) era una catena regionale department store che serviva gli stati di New York, Pennsylvania e New Jersey. La catena è stata in attività per più di 130 anni.
Nel 2001, la società madre di Stern Federated Department Stores ha deciso di ritirare il marchio Stern. La maggior parte dei negozi sono stati immediatamente convertiti nella società sorella Macy's, con altri liquidati e riaperti come Bloomingdale's.